# 大鰐バスストップ

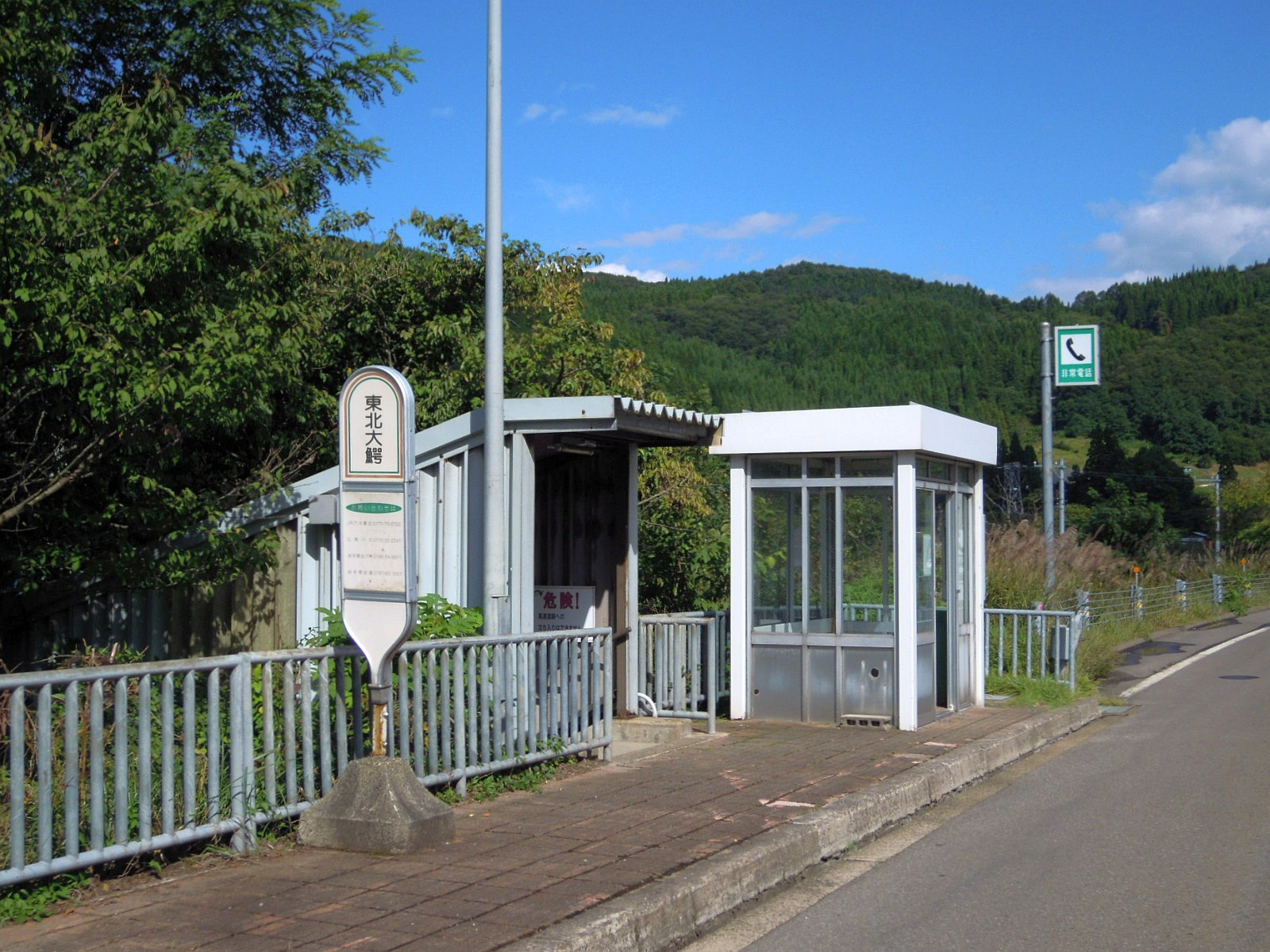
東北自動車道に設置されている大鰐バスストップ（上り線側）

大鰐バスストップ（おおわにバスストップ）は、青森県南津軽郡大鰐町の東北自動車道上にあるバス停留所である。停留所名は「東北大鰐（とうほくおおわに）」である。県道201号が大鰐町蔵館で国道7号に合流する地点（東消防署南分署前交差点）にほど近く、大鰐温泉駅まで南西に約1 km、大鰐の温泉街まで南に約0.7 kmと至便な場所にある。

## 概要
弘南バスと岩手県北バスが高速バス弘前〜盛岡線（ヨーデル号）の運行許可申請をした際に「大鰐バスストップ」の設置が盛り込まれた。その後の調整の結果、正式に設置されることに決まり「東北大鰐」停留所としてヨーデル号開業とともに設置された。

## 停車路線
- 弘南バス、岩手県北バス、岩手県交通
  - ヨーデル号：弘前〜盛岡線

## 沿革
- 1985年3月15日 - ヨーデル号運行開始に伴い設置。乗車券販売の委託員配置。
- 1994年12月22日 - 南軽号運行開始。
- 2003年
  - 9月1日 - 利用者減少に伴い委託員の配置を廃止。
  - 12月1日 - 南軽号が経路変更により停車しなくなる。

## 周辺
- JR東日本奥羽本線大鰐温泉駅・弘南鉄道大鰐線大鰐駅
- 大鰐温泉
- 秋北バス青森営業所
- 弘前地区消防事務組合東消防署南分署